# Újezdec u Luhačovic
Újezdec u Luhačovic – stacja kolejowa w Újezdec (część miasta Uherský Brod), w kraju zlińskim, w Czechach przy ulicy Nádražní 342. Znajduje się na wysokości 215 m n.p.m.
Na stacji istnieje możliwość zakupu biletów i rezerwacji miejsc.. 

## Linie kolejowe
- 341 Staré Město u Uh.Hradiště - Vlárský průsmyk